# 馬伊哈勒納河
13°38′38″N 39°11′38″E / 13.644°N 39.194°E

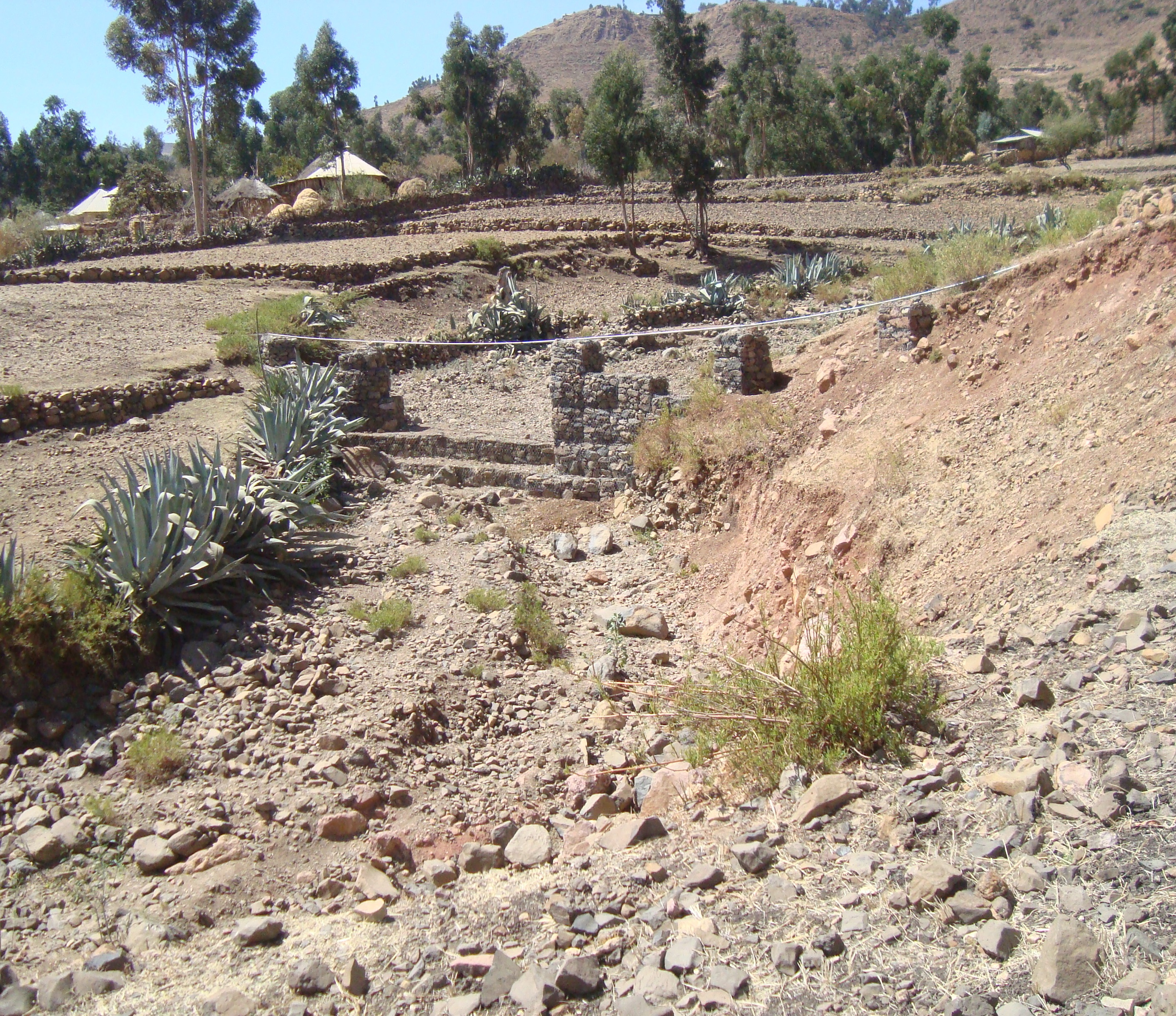

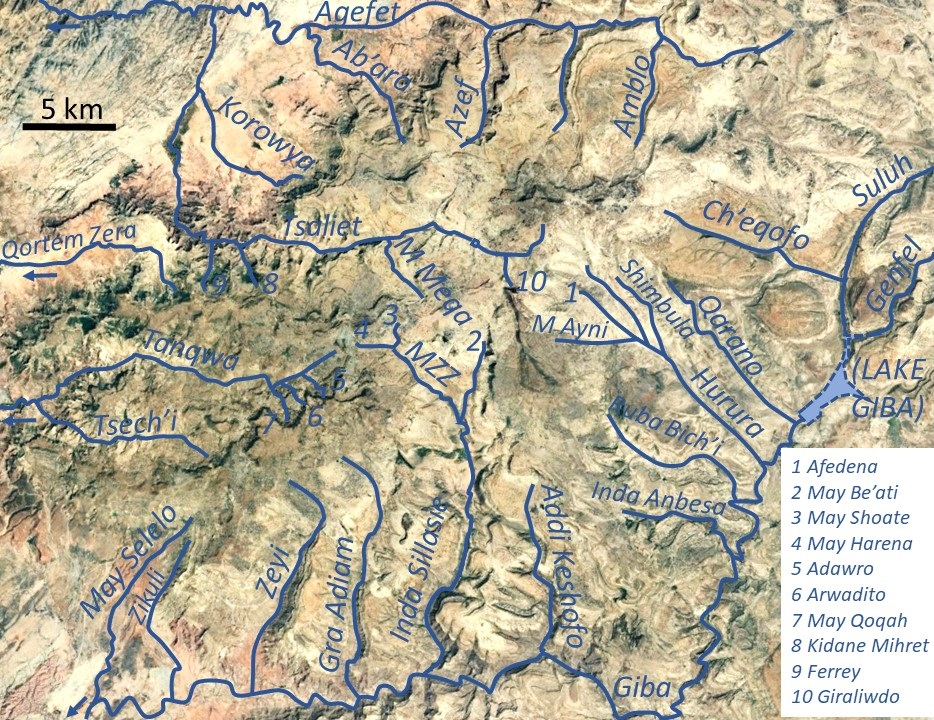

馬伊哈勒納河是埃塞俄比亞的河流，位於該國北部，處於提格雷州，屬於尼羅河流域的一部分，河道全長2.1公里，河床上的巨石和鵝卵石可能來自流域上游。